# Культурно-мистецький сквер імені Василя Сліпака
Культу́рно-мисте́цький сквер і́мені Василя́ Сліпака́ - розташований у Києві, у Подільському районі, на розі Андріївського узвозу та вулиці Боричів Тік — Андріївський узвіз, 33/6. Присвоєно ім'я всесвітньо відомого українського оперного співака, соліста Паризької національної опери, волонтера, учасника бойових дій на Сході України. Кавалера ордена «За мужність» І ст., Героя України, кавалера ордена «Золота Зірка» Василя Ярославовича Сліпака. Місце культурно-мистецького відпочинку киян і гостей столиці, де свої кращі твори презентують українські музиканти.

## Історія
Ідея створення скверу належить Василеві Сліпаку. Брат Орест розповідав, що у Василя була мрія, щоб у мистецькій перлині Києва, на Андріївському узвозі, завжди лунала українська пісня.
16 вересня 2017 року у Києві, на розі Андріївського узвозу та вулиці Боричів Тік мистецька громадськість міста, відомі українські музиканти-волонтери, об'єднані в Громадську Спілку «Музичний Батальйон» за участі Ореста Сліпака, старшого брата Василя, Володимира Омеляна, міністра інфраструктури, двоюрідного брата співака, провели урочисту церемонію закладання пам'ятного каменя на місці облаштування майбутнього Культурно-мистецького скверу імені Василя Сліпака. Організатори також ініціювали проведення конкурсу на кращий ландшафтний дизайн майбутнього скверу. Учасники команди здійснили мрію співака, аби українські митці мали свій арт-майданчик, на якому постійно відбуватимуться концерти музикантів, виступи літераторів та акторів, подарували столиці арт-сквер рівня Монмартру.

### Надання офіційного юридичного статусу
Ця ділянка є суперечливою. Ключова претензія до проекту в тому, що призначення ділянки — під забудову. Відповідно до рішення Київської міської ради від 27.01.2005 №99/2675 товариству з обмеженою відповідальністю «ФІРМА СУЛА» передано в довгострокову оренду на 25 років земельну ділянку площею 0,06 га для будівництва, експлуатації та обслуговування ресторану в комплексі з магазином по продажу товарів мистецтва та виставковим залом на Андріївському узвозі, 33/6 у Подільському районі м. Києва. На підставі цього рішення між Київською міською радою та ТОВ «ФІРМА СУЛА» було укладено договір оренди земельної ділянки від 13.04.2006 №85-6-00263, який діє до 13.04.2031 року. Необхідно розв'язати питання з фактичним землекористувачем та здійснити заходи щодо розроблення та затвердження проекту землеустрою щодо зміни категорії цільового призначення цієї земельної ділянки. (Протокол № 9/69 чергового засідання постійної комісії Київської міської ради з питань культури, туризму та інформаційної політики).
Віктор Кривенко, народний депутат України, на підтримку ініціативи зібрав підписи 123 депутатів різних фракцій Верховної Ради України. Готові були підписатися ще більше, але для знакової заявки масової підтримки депутатського корпусу цього було достатньо.
Документи подано на розгляд Київській міській державній адміністрації. У жовтні 2017 року керівники всіх фракцій Київради запевнили у підтримці. Було домовлено, що комунальна організація «Київзеленбуд» підготує та внесе відповідне рішення на розгляд сесії. Але жодного документа від «Зеленбуду» щодо скверу Василя Сліпака підготовлено не було.
Юрій Сиротюк, депутат Київради, ініціював проект рішення, проходив із ним відповідні комісії. На засіданні постійної комісії Київської міської ради з питань містобудування, архітектури та землекористування (Протокол № 5/67 від 13.02.2018 р.) депутати підтримали проект рішення.
На засіданні постійної комісії Київської міської ради з питань екологічної політики (Протокол № 2/55 від 14.02.2018 р.) підтримано пропозицію Пилипенка С.О., заступника голови постійної комісії Київської міської ради з питань екологічної політики, депутата Київської міської ради, щодо виключення з проекту порядку денного розгляд проекту рішення Київської міської ради «Про деякі питання земельних ділянок парків культури та відпочинку територіальної громади міста Києва» (доручення заступника міського голови, секретаря Київської міської ради від 01.12.2017 № 08/231-3013/ПР). Екологічна комісія не ухвалила рішення щодо проекту, через зауваження Департаменту земельних ресурсів.

### Петиція на офіційній сторінці Київради
Громадська Спілка «Музичний Батальйон» підготувала звернення до депутатів Київської міської ради, Київської міської адміністрації та її очільника Віталія Кличка із проханням підтримати ініціативу громадськості. Активісти 6 лютого 2018 року оприлюднили на офіційному вебсайті Київської міської ради електронну петицію «Надати земельній ділянці на розі Андріївського узвозу та вул. Боричів Тік статусу Арт-скверу ім. соліста Паризької опери, Героя України Василя Сліпака». Автор документа — Романенко Євген Ігорович, керманич та засновник етно-рок гурту TaRuta, професійний музикант, співак, гітарист, автор пісень, бард, заслужений артист України. прес-секретар Громадської спілки «Творче патріотичне об’єднання «Музичний Батальйон». За 90 днів потрібно було зібрати 10 тис. підписів громадян.

#### Підтримка ініціативи
Третій Президент України Віктор Ющенко підтримав ідею створення у столиці Арт-Скверу ім. Василя Сліпака. У відповідному офіційному листі до Віталія Кличка він попросив очільника Києва втрутитися у ситуацію, що склалася з отриманням дозвільних документів на створення Арт-скверу, і посприяти якнайшвидшому залагодженню всіх бюрократичних перешкод для увіковічнення пам'яті українського героя.
Національна спілка художників України висловила підтримку в офіційному листі-зверненні Голови НСХУ Володимира Чепелика до мера Києва Віталія Кличка.
Гурт «Друже Музико», Олег Скрипка та Святослав Вакарчук, Сергій Фоменко, Олександр Положинський, Сергій Василюк, Євген «Їжак» Романенко, Роман Кріль, поети Ліна Василівна Костенко та Дмитро Павличко, народні депутати України Юрій Левченко та Єгор Соболєв, журналісти видань «Тиждень», «Цензор.Нет», «Лівий Берег», «День», численні громадські об'єднання та активісти.
Подана петиція набрала 10 174 підписів при мінімально необхідних 10 тисячах.

### Розгляд питання у Київській міській раді
За підсумками голосування 03.05.2018 року Київський міський голова Віталій Кличко доручив постійній комісії Київської міської ради з питань містобудування, архітектури та землекористування, постійній комісії Київської міської ради з питань екологічної політики, постійній комісії Київської міської ради з питань культури, туризму та інформаційної політики, а також заступникам голови КМДА Спасибку О. В., Пантелеєву П. О., Резнікову О. Ю. розглянути електронну петицію в установленому порядку (доручення №08/КО-2204 (п)).
На засіданні постійної комісії Київської міської ради з питань культури, туризму та інформаційної політики 11 травня 2018 року розглянуто (відповідно до пункту 5.5 Положення про порядок подання та розгляду електронних петицій) підтриману електронну петицію від 03.05.2018 №08/КО-2204 (п) і підтримано одноголосно (Протокол № 9/69 від 11.05.2018 р.).
На засіданні постійної комісії Київради з питань екологічної політики 30 травня 2018 року відбувся повторний розгляд проекту рішення Київської міської ради «Про надання статусу скверу земельній ділянці на Андріївському узвозі, 33/6 у Подільському районі м. Києва» (доручення заступника міського голови – секретаря Київської міської ради від 05.10.2018 №08/231-2434/ПР). Вирішили одноголосно підтримати проект рішення Київської міської ради і рекомендувати КО «Київзеленбуд» подати клопотання про надання дозволу на розроблення проекту землеустрою щодо відведення земельної ділянки для створення ініційованої зеленої зони у встановленому порядку (Протокол №9/62 від 30.05.2018 року).
Київський міський голова Віталій Кличко вніс на розгляд Київради проект рішення про створення скверу імені загиблого в АТО українського оперного співака Василя Сліпака. 18 жовтня 2018 року на пленарному засіданні Київської міської ради депутати прийняли рішення «Про організаційно-правові заходи щодо створення скверу на Андріївському узвозі, 33/6 у Подільському районі міста Києва».
10 квітня 2019 року від батьків Василя Сліпака (Ярослава Сліпака й Анни-Надії Сліпак) та рідного брата (Ореста Сліпака) було отримано письмову згоду на присвоєння імені Василя Сліпака скверу на розі Андріївського Узвозу та вулиці Боричів Тік у Києві.
На засіданні постійної комісії Київської міської ради з питань екологічної політики 24 липня 2019 року розглянули доручення Київського міського голови Кличка В.В. від 03.05.2018 №08/КО-2204(п). Вирішили одноголосно звернутись до Управління екології та природних ресурсів виконавчого органу Київської міської ради (Київської міської державної адміністрації), Департаменту міського благоустрою виконавчого органу Київської міської ради (Київської міської державної адміністрації) та Департаменту земельних ресурсів виконавчого органу Київської міської ради (Київської міської державної адміністрації) з проханням вжити відповідних заходів щодо пришвидшення облаштування скверу ім. соліста Паризької опери, Героя України Василя Сліпака. (Протокол від 24.07.2019 р. № 11/85).
Депутати Київської міської ради у лютому 2020 р. підтримали розірвання укладеного з ТОВ «Фірма «Сула» у 2006 році договору оренди землі на Андріївському узвозі, 33/6.
Консультативно-дорадчий орган при Київському міському голові — «Комісія з питань найменувань», до складу якої входять, зокрема, учені-історики, мовознавці, краєзнавці, пам’яткознавці, архітектори, 21 липня 2020 р. підтримала пропозицію найменувати сквер на розі Андріївського узвозу та вул. Боричів Тік на честь Василя Сліпака (видатного українського оперного співака та добровольця).
Київрада підтримала рішення про встановлення назв безіменним топонімічним об’єктам та перейменування вулиць. Сквер, розташований на розі Андріївського узвозу та вул. Боричів Тік у Подільському районі, названо іменем Василя Сліпака.

### Громадський бюджет Києва
Команда, узагальнивши інформацію, подала свою ініціативу на платформу «Громадський проект» Бюджет міських ініціатив – Громадський бюджет Києва.

### Конкурс на проєкт пам'ятника
Відомі українські музиканти-волонтери, об'єднані в Громадську Спілку «Музичний Батальйон», оголосили конкурс на проект пам’ятника герою України Василю Сліпаку, який планують розмістити у культурно-мистецькому сквері імені Василя Сліпака в Києві на Андріївському узвозі 33/6. Конкурс триватиме до 30 вересня 2019 року. Даний проєкт зазнав критики. Тому Департамент містобудування та архітектури КМДА оголосив Всеукраїнський відкритий архітектурний конкурс на визначення найкращої проєктної пропозиції благоустрою скверу імені Василя Сліпака, який тривав до 20 червня 2021 року.
25 травня 2021 року в межах засідання Громадської ради при Подільській РДА відбулось громадське обговорення варіантів облаштування публічного простору скверу імені Героя України Василя Сліпака на Андріївському узвозі, 33/6.
У Департаменті містобудування та архітектури КМДА оголосили переможця Всеукраїнського відкритого архітектурного конкурсу на визначення найкращої проєктної пропозиції благоустрою скверу імені Василя Сліпака. І премія – автор проєкту № 226206 Шемотюк Олексій та авторський колектив: Єрмоленко А.І., Штефан Є В., Задорова А. О., Сингаївський П.С.